# Prediletta di nessuno
Prediletta di nessuno (Nobody's Darling) è un film del 1943 diretto da Anthony Mann.